# 硝酸锕
硝酸锕是一种无机化合物，化学式为Ac(NO3)3，有放射性。

## 制备
硝酸锕可通过氢氧化锕和硝酸的中和反应得到：
Ac(OH)3 + 3 HNO3 → Ac(NO3)3 + 3 H2O